# Lets voetbalkampioenschap 1924
In 1924 werd het vierde voetbalseizoen gespeeld van het landskampioenschap van Letland. Enkel de eindstand van de groep Riga is bekend gebleven. RFK won de finale van Cesu VB. 

## Eindstand

### Groep Riga
| Plaats | Club      | Wed. | W | G | V | Saldo | Ptn. |
| ------ | --------- | ---- | - | - | - | ----- | ---- |
| 1.     | RFK       | 4    | 4 | 0 | 0 | 11-1  | 8    |
| 2.     | ASK       | 4    | 2 | 1 | 1 | 4-4   | 5    |
| 3.     | Amatieris | 4    | 2 | 0 | 2 | 6-9   | 4    |
| 4.     | JKS       | 4    | 1 | 0 | 3 | 1-4   | 2    |
| 5.     | LSB       | 4    | 0 | 1 | 3 | 3-7   | 1    |

Kaiserwald  trok zich na twee rondes terug omdat de Letse voetbalbond beslist had dat club geen buitenlandse spelers mochten opstellen. 
|  | Kampioen |

## Finale
|  |     |       |         |  |
|  | RFK | 5 – 1 | Cesu VB |  |
|  |     |       |         |  |

## Kampioen
| 1924. gada Latvijas čempionāts futbolā |
| Letland                                |
| -------------------------------------- |
| RFK Kampioen (1° titel)                |